# لاکشمی‌پور-۱
لاکشمی‌پور-۱ (به لاتین: Lakshmipur-1) یک منطقهٔ مسکونی در بنگلادش است که در ناحیه لاکشیم‌پور واقع شده‌است.